# 灤河之亂
灤河之亂，是指耶律重元於辽道宗清寧九年（1063年）發動的政變。
辽興宗在一次酒醉時答應死後傳位給耶律重元後，重元與其子耶律涅魯古就有謀奪帝位之心。
辽道宗清寧九年七月，涅魯古勸耶律重元發動兵變，並和陳國王陳六、知北院樞密事蕭胡睹等四百人聯合謀反，其黨羽卻於舉兵時歸順道宗，或者各自奔潰。耶律涅魯古被近侍詳穩、渤海阿思及護衛蘇射殺，耶律重元北逃自殺，灤河之亂以失敗告終。